# ILife
iLife（アイライフ）はAppleが開発・販売している統合ソフトウェア製品である。最新版の「iLife '11」では、写真加工管理ソフト (iPhoto)、映像編集ソフト (iMovie)、音楽制作ソフト (GarageBand)の3つから構成されている。また現在販売されているAppleのコンピュータには、標準で付属する。

## 概要
元々iMovieとiTunesとiDVD（DVD制作ソフト）の3つのプログラムは、Appleのウェブサイトからダウンロードして自由に利用できた（iDVDは、SuperDriveを持つMacにのみ、プリインストールされていた）。しかし2003年1月、音楽制作ソフト「GarageBand」を追加して、「iLife」と命名されたパッケージソフトとして発売されるようになった。また「iLife '06」よりホームページ制作ソフト「iWeb」も追加された、「iLife '08」からはiTunesが外された。「iLife '11」からは「iWeb」「iDVD」も外された（App Storeでは「iPhoto」、「iMovie」、「GarageBand」の三つをそれぞれ購入する事になる。また、DVD版のiLife '11には引き続きバンドルされている）。2015年にはiPhotoにかわって「写真」(Photos)アプリケーションが標準で添付されるようになり、iPhotoはApp Storeから除かれた。
3つのアプリケーションとiTunesは、「スイート」としてお互いに動作するようデザインされている。それぞれのプログラムは、それぞれのファイルを使用するために、自動的に他のプログラムのライブラリにアクセスする。それぞれのプログラムは、以下のような方法で相互利用する。
- iMovie : BGMの iTunes（GarageBandの音楽を含む）からの追加；iPhoto から画像を追加、"Ken Burns effect" は画像をパンするために応用できる；動画にチャプターを追加、
- iPhoto : スライドショーでの iTunes（GarageBandの音楽を含む）の音楽を使用
- GarageBand： iTunesへの制作した音楽の書き出し

パッケージとしてはセット販売だけだったが、Mac App Storeでは個別に購入することができるようになった。

## 歴史
- 2003年1月7日 - 「iLife」発売
- 2004年1月6日 - 「iLife '04」発売
- 2005年1月11日 - 「iLife '05」発売
- 2006年1月10日 - 「iLife '06」発売
  - PowerPC とインテル両プロセッサのMacでネイティブ動作するUniversal Binary化。iWebがセットに加わる。
- 2007年8月7日 - 「iLife '08」発売
- 2009年1月29日 - 「iLife '09」発売
- 2010年10月21日 - 「iLife '11」発売
- 2011年1月6日 - 「iLife '11」がMac App Storeからも発売。
- 2013年10月22日 - 「iLife '11」から無料アップグレード。64ビットがサポートされたほか、iCloudとの統合も進んだ。

## 同梱ソフト
iPhoto
デジタル写真の取り込み・管理・編集・共有ができる写真管理・編集ソフト。iPhotoではインターネット上での写真の公開、CDへの書き込み、簡単なプレゼンテーションのためのスライドショーの作成、ドライバを必要としないほとんどのデジタルカメラからの取り込みができる。

iMovie
デジタルビデオを使った動画編集ソフトウェア。FireWireやUSBを使った動画の取り込み、ユーザは動画の切り貼り、特殊なエフェクトの追加、完成までが自動的に行われる。またFlash MPEG-4カメラ、HDVビデオカメラ、AppleのiSightとも互換性がある。

GarageBand
音楽作成アプリケーション。1000以上のループが、用意されている。ユーザーは、制作エリアにループをドラッグするだけで、音楽をつくれる。このプログラムは、「Software Instruments」やギターなどの本物の楽器からの録音もできる。